# 叶夫根尼·斯捷潘诺维奇·彼得罗夫
叶夫根尼·斯捷潘诺维奇·彼得罗夫（俄语：Евгений Степанович Петров，1900年—1942年）是前苏联气体动力研究所创始成员之一，也是第一代液体火箭发动机及喀秋莎火炮开发者之一。

## 简历
叶夫根尼·斯捷潘诺夫·彼得罗夫毕业于苏联红军炮兵技术学校，1930年-1931年为前苏联开发了第一代液体火箭发动机，他还曾参与设计过一系列的固体火箭发动机。
1930年和1933年为气体动力研究所首批创建成员之一。1933年气体动力研究所与克尔德什研究所合并后，彼得洛夫被任命为粉末燃料和火箭推进系统生产制造企业技术总监。
月球上的彼得罗夫环形山就是以他的名字命名的。

## 参引资料
- 叶夫根尼·斯捷潘诺维奇·彼得罗夫(1900年—1942年) 俄罗斯国家科学技术文献档案馆 .
- Глушко В. П. 叶夫根尼·斯捷潘诺维奇·彼得罗夫（1900年—1942年）, 技术员、设计师
- 月球上的彼得罗夫环形山（页面存档备份，存于）